# Кероллі Кармелло
Кероллі Кармелло (англ. Carolee Carmello, нар.. 1 вересня 1962, Олбані, США) — американська акторка і співачка, відома участю в бродвейських мюзиклах.

## Біографія
Кероллі Кармелло народилася 1 вересня 1962 року в Олбані. Навчалася в  Державному нью-йоркському університеті в Олбані. 
Дебютувала в 1989 році невеликою роллю в мюзиклі «Місто ангелів». У 1999 р. зіграла Люсіль Франк, провідну персонажку мюзиклу «Парад», заснованого на біографії Лео Макса Франка. Шоу отримало, головним чином, позитивні відгуки. Кармелло була номінована на «Тоні» й виграла премію «Драма Деск» в номінації «Найкраща акторка мюзиклу».
У 2006 році виконала одну з головних ролей, Габріель де Ліонкур, в мюзиклі «Лестат», за яку була номінована на премії «Тоні» і «Драма Деск». З 2001 р. грає Донну Шерідан у «Mamma Mia!». У 2010 році була номінована як найкраща акторка другого плану на «Драму Деск» і Outer Critics Circle Award за гру в мюзиклі «Сімейка Аддамс».
Одружена з актором Греггом Іделменом. Має двох дітей.

## Ролі в мюзиклах

### Національні тури
- «Велика річка»
- «Шахи»
- «Знедолені»

### Бродвей
- 11 грудня 1989 — 19 січня 1992, «Місто ангелів» — Маргарет, Донна, Улі
- 29 квітня 1992 — 27 червня 1993, «Фальцетыи» — Корделія
- 14 серпня 1997 — 14 червня 1998, «1776» — Абігейл Адамс
- 9 листопада 1997 року — 2 січня 2000, «Червоний Первоцвіт» — Маргарита Ст. Джаст
- 17 грудня 1998 — 28 лютого 1999, «Парад» — Люсіль Франк
- 18 листопада 1999 року — 30 грудня 2001, «Цілуй мене, Кет» — Ліллі/Катаріна
- 20 вересня 2001 — 18 січня 2004, «Urinetown» — Пенелопа
- 18 жовтня 2001 — дотепер, «Mamma Mia!» — Донна Шерідан
- 25 квітня 2006 — 28 травня 2006, «Лестат» — Габріель де Ліонкур
- 8 квітня 2006 — 31 грудня 2011, «Сімейка Аддамс» — Еліс
- 20 квітня 2011 — дотепер, «Роби, сестра» — мати-настоятелька

### Офф-Бродвей
- 1991 рік — «I Can Get It for You Wholesale» — Рути
- 1993 рік — «Знову привіт» — молода дружина
- 1995 рік — «John &amp; Jen» — Джен
- 2000 рік — «A Class Act» — Люсі

## Фільмографія
| Рік       |   | Українська назва                    | Оригінальна назва                 | Роль          |
| --------- | - | ----------------------------------- | --------------------------------- | ------------- |
| 1996—1998 | с | Remember WENN                       | Remember WENN                     | Мапл Ламаш    |
| 1999      | с | Фрейзер                             | Frasier                           | Джоді         |
| 2001      | с | Закон і порядок                     | Law & Order                       | Джанис Уайлі  |
| 2003      | с | Закон і порядок: Спеціальний корпус | Law & Order: Special Victims Unit | Сільвія Прайс |
| 2004      | с | Ед                                  | Ed                                | Еді           |
| 2005      | ф | I Will Avenge You, Iago!            | I Will Avenge You, Iago!          | Емі           |

## Нагороди та номінації
| Рік  | Нагорода                   | Категорія                                                 | Результат |
| ---- | -------------------------- | --------------------------------------------------------- | --------- |
| 1999 | Тоні                       | Найкраща актриса за мюзикл «Парад»                        | Номінація |
| 1999 | Драма Деск                 | Найкраща актриса за мюзикл «Парад»                        | Перемога  |
| 2006 | Тоні                       | Найкраща актриса другого плану за мюзикл «Лестат»         | Номінація |
| 2006 | Драма Деск                 | Найкраща актриса другого плану за мюзикл «Лестат»         | Номінація |
| 2010 | Драма Деск                 | Найкраща актриса другого плану за мюзикл «Сімейка Аддамс» | Номінація |
| 2010 | Outer Critics Circle Award | Найкраща актриса другого плану за мюзикл «Сімейка Аддамс» | Номінація |